# 성남 대광사 영가대사증도가남명천선사게송
영가대사증도가남명천선사게송은 대한민국 경기도 성남시 분당구 대광사에 있는 불교책이다. 2011년 10월 4일 경기도의 유형문화재 제261호로 지정되었다.

## 지정 사유
이 책은 모두 2권 2책으로 되어 있으나, 그 중 권상 1책만이 간경도감본이다. 현재 간경도감본은 발견되는 대로 대부분 보물로 지정되고 있는 상황이다. 조사 대상본 권상 1책은 비록 간경도감본으로 가치가 인정된다.

## 같이 보기
- 영가대사

## 참고 문헌
- 영가대사증도가남명천선사게송2책 - 국가유산청 국가유산포털